# ابرو فود
ابرو فود (انگلیسی: Ebro Foods) شرکت صنایع غذایی اسپانیایی است، که در سال ۱۹۹۸ تأسیس شد.